# 105-мм гаубица M102
105-мм лёгкая буксируемая гаубица M102 (Howitzer, Lightweight Towed, 105MM M102, WE, on Carriage 105MM Howitzer M31)  — американское лёгкое буксируемое орудие, предназначенное для поддержки пехоты, десантных войск и штурмовых групп.
Фирма-изготовитель: Rock Island Arsenal

## История
Новая гаубица была разработана на замену 105-мм гаубицы M101A1 времён Второй мировой войны, в 1964 году она была принята на вооружение и в 1966 году начала поступать в войска.
В настоящее время вместо гаубицы M102 на вооружении армии США стоит 105-мм гаубица M119A1. Гаубица М102 остаётся на вооружении примерно 50 % пехотных частей и подразделений Национальной гвардии США. Эта гаубица, а также её отдельные элементы (напр. компенсатор отдачи) используются также в ВВС США, в основном на вооружении вертолётов, а также самолётов огневой поддержки.

## ТТХ
- Длина — 17.1 футов (1 фут = 30, 48 см)
- Габарит по ширине — 6.4 футов
- Высота — 5.2 футов
- Масса — 3004 фунтов (1 фунт = 0,453 кг)
- Дальность стрельбы — 11500 м. (стандартным боеприпасом)
- Дальность стрельбы — 15100 м. (специальным боеприпасом)
- Темп стрельбы — 10 выстрелов в минуту (в течение первых 3-х минут, в дальнейшем — 3 выстрела в минуту)
- Боеприпасы: стандартные боеприпасы НАТО калибра 105 мм
- Обладает низким силуэтом на боевой позиции, при этом вращение ствола осуществляется практически на 360 градусов
- Угол подъёма ствола от 5 до 75 градусов

Буксировка осуществляется 2-тонными грузовиками или универсальными колёсными машинами высокой проходимости. Транспортировка по воздуху осуществляется вертолётами UH-60 или самолётами C-130.

## Сравнительная характеристика
| Полевая артиллерия США периода Холодной войны | Полевая артиллерия США периода Холодной войны | Полевая артиллерия США периода Холодной войны | Полевая артиллерия США периода Холодной войны | Полевая артиллерия США периода Холодной войны | Полевая артиллерия США периода Холодной войны | Полевая артиллерия США периода Холодной войны | Полевая артиллерия США периода Холодной войны | Полевая артиллерия США периода Холодной войны | Полевая артиллерия США периода Холодной войны | Полевая артиллерия США периода Холодной войны | Полевая артиллерия США периода Холодной войны | Полевая артиллерия США периода Холодной войны | Полевая артиллерия США периода Холодной войны | Полевая артиллерия США периода Холодной войны | Полевая артиллерия США периода Холодной войны |
| Модель | Тип                                           | Калибр, мм                                    | Макс. дальность (м)                           | Макс. дальность (м)                           | Метательный заряд                             | Боеприпасы                                    | Боеприпасы                                    | Боеприпасы                                    | Боеприпасы                                    | Боеприпасы                                    | Боеприпасы                                    | Боеприпасы                                    | Боеприпасы                                    | Артиллерийская поддержка                      | Стоимость, долл. США                          |
| Модель | Тип                                           | Калибр, мм                                    | обыкн.                                        | АРС                                           | Метательный заряд                             | ОФ                                            | АРС                                           | ядер.                                         | хим.                                          | касс.                                         | ДМ                                            | ПТ                                            | ПП                                            | Артиллерийская поддержка                      | Стоимость, долл. США                          |
| --- | --------------------------------------------- | --------------------------------------------- | --------------------------------------------- | --------------------------------------------- | --------------------------------------------- | --------------------------------------------- | --------------------------------------------- | --------------------------------------------- | --------------------------------------------- | --------------------------------------------- | --------------------------------------------- | --------------------------------------------- | --------------------------------------------- | --------------------------------------------- | --------------------------------------------- |
| M101A1 | букс.                                         | 105                                           | 11 000                                        | нет                                           | M67                                           | да                                            | да                                            |                                               | да                                            | да                                            |                                               | да                                            | да                                            | непосредственная                              | 57 982                                        |
| M102 | букс.                                         | 105                                           | 11 500                                        | нет                                           | M67                                           | да                                            | да                                            |                                               | да                                            | да                                            |                                               | да                                            | да                                            | непосредственная                              | 56 927                                        |
| M109 | САУ                                           | 155                                           | 14 600                                        | 19 400                                        | M3, M4                                        | да                                            | да                                            | да                                            | да                                            | да                                            | да                                            |                                               |                                               | непосредственная                              | 226 475                                       |
| M109A1 | САУ                                           | 155                                           | 18 000                                        | 24 000                                        | M3, M4, M119, XM164, XM201                    | да                                            | да                                            | да                                            | да                                            | да                                            | да                                            |                                               |                                               | непосредственная                              | 245 000                                       |
| M114A1 | букс.                                         | 155                                           | 14 600                                        | нет                                           | M3, M4                                        | да                                            |                                               | да                                            | да                                            | да                                            |                                               |                                               |                                               | общая                                         | 90 610                                        |
| M198 | букс.                                         | 155                                           | 24 000                                        | 30 000                                        | XM164, XM201, XM203                           | да                                            | да                                            | да                                            | да                                            | да                                            | да                                            |                                               |                                               | общая                                         | 125 828                                       |
| M107 | САУ                                           | 175                                           | 32 600                                        | нет                                           | M86A2                                         | да                                            |                                               |                                               |                                               |                                               |                                               |                                               |                                               | общая                                         | 293 542                                       |
| M110 | САУ                                           | 203                                           | 18 600                                        | 20 800                                        | M1, M2                                        | да                                            | да                                            | да                                            | да                                            | да                                            |                                               |                                               |                                               | общая                                         | 326 500                                       |
| M110E2 | САУ                                           | 203                                           | н/д                                           | н/д                                           | M1, M2, XM188E1                               | да                                            | да                                            | да                                            | да                                            | да                                            |                                               |                                               |                                               | общая                                         | 49 108                                        |
| XM204 | букс.                                         | 105                                           | н/д                                           | н/д                                           | M67, XM200                                    | да                                            | да                                            |                                               | да                                            | да                                            |                                               | да                                            | да                                            | непосредственная                              | н/д                                           |
| Statement of Lt. Gen. John R. Deane, Chief of Research and Development, Department of the Army. / Dept of Defense Appropriations for Fiscal Year 1975. — April 4, 1974. — Pt. 2 — P. 581 — 788 p. Statement of Lt. Gen. Howard H. Cooksey, Acting Deputy Chief of Staff for Research, Development, and Acquisition. / Hearings on S. 920. — February 27, 1975. — Pt. 4 — P. 1897 — 2167 p. |                                               |                                               |                                               |                                               |                                               |                                               |                                               |                                               |                                               |                                               |                                               |                                               |                                               |                                               |                                               |

## Боевое применение
- Вьетнамская война — в марте 1966 года были получены первые орудия, в дальнейшем орудия использовались армией США и южновьетнамской армией[1]. 18 июля 1970 года во время сражения за американскую базу огневой поддержки «Ripcord» северовьетнамцы сбили вертолёт CH-47 «Чинук», который рухнул на батарею артиллерийских орудий. В результате крушения вертолёта вся артиллерийская батарея была уничтожена — было потеряно 8 орудий, включая 6 M102, сгорело 2238 105-мм снарядов, 4 погибло и 13 было ранено[2][3].
- Гражданская война в Сальвадоре — 36 шт. было получено правительственной армией из США по программе военной помощи.
- Вторжение США на Гренаду
- Война в Персидском заливе — в ходе операции операции «Щит пустыни» вышло из строя не меньше 4 американских орудий M102, цифра может быть не полная. 2 орудия выпало с вертолёта CH-47, 1 взорвалось, убив наводчика и 1 сгорело в упавшем вертолёте CH-47[4][5][6]. В ходе операции «Буря в пустыне» было потеряно по меньшей мере 2 орудия M102[7].
- Война в Ираке — в 2004 году гаубицы M102 находились на вооружении артиллерийских подразделений Национальной гвардии штата Арканзас, направленной в Ирак.